# Seixo (Mira)
Seixo, também conhecida como Seixo de Mira, é uma povoação portuguesa sede da Freguesia de Seixo do Município de Mira, freguesia com 15,70 km² de área e 1253 habitantes (censo de 2021), tendo, por isso, uma densidade populacional de 79,8 hab./km².
A freguesia é composta pelos seguintes lugares: Seixo, Cabeças Verdes e Marco Soalheiro. Foi criada pela Lei n.º 56/84, de 31 de dezembro, com lugares desanexados da Freguesia de Mira.

## Demografia
A população registada nos censos foi:
| Distribuição da População por Grupos Etários | Distribuição da População por Grupos Etários | Distribuição da População por Grupos Etários | Distribuição da População por Grupos Etários | Distribuição da População por Grupos Etários |
| -------------------------------------------- | -------------------------------------------- | -------------------------------------------- | -------------------------------------------- | -------------------------------------------- |
| Ano                                          | 0-14 Anos                                    | 15-24 Anos                                   | 25-64 Anos                                   | > 65 Anos                                    |
| 2001                                         | 202                                          | 186                                          | 665                                          | 286                                          |
| 2011                                         | 151                                          | 126                                          | 582                                          | 375                                          |
| 2021                                         | 136                                          | 109                                          | 539                                          | 469                                          |

## História
O lugar do Seixo aparece pela primeira vez mencionado em 1619 nas inquirições relativas ao concelho de Mira. O lugar era composto de poucos fogos, sendo mencionado um Manuel Figueiras, como morador principal do sitio. Rapidamente o lugar foi crescendo em casas e população, devida a migrações do interior. O lugar de Cabeças Verdes surge com a extensão e abertura dos terrenos ao uso do povo. Nessa época de crescimento foi decisiva a utilização do moliço para fertilização dos solos, constituindo uma autêntica epopeia a “vida à ria de Aveiro". Não era fácil, e para muitos se tornava uma vida dura cheia de tormentos, arrojo e aventura. A apanha do moliço constituiu durante décadas o sustento de muitas famílias da terra, marcando assim, profundamente, o modo de ser e de pensar das suas gentes. O Marco Soalheiro, como sítio já existia, mas com o tempo surgiram construções urbanas, sobretudo com gentes de Calvão, que do Canto construíam fogos para cá do limite do concelho.
A criação da Freguesia eclesiástica, primeiro como curato, deu-se em 1919, sendo então bispo de Coimbra, Dom Manuel Luís Coelho da Silva. Foi um momento muito marcante para a população que via a sua capela elevada a igreja, sinal de reconhecimento e emancipação. A primitiva capela, cuja construção era de 1865, foi demolida em Novembro de 1964. Segundo documento da cúria da Diocese de Coimbra, onde de lê que “a capella-mor está em estado decente e em termos de nella se poder celebrar depois de benzida…o corpo ainda…se conserva em bruto, sem solho e forro”. O seixense é um povo profundamente religioso e com uma fé viva, demonstrada no elevado número de sacerdotes católicos. Merecem também referência especial os inúmeros serviços e organismos que têm nascido à sombra da instituição religiosa com o forte dinamismo dos párocos e dos movimentos eclesiais auspiciadores dos alicerces do futuro desta terra. A Igreja Nova, construída no tempo dum magnífico homem que marcou o Seixo, o padre Carvalhais, é um monumento impressionante do espírito comunitário do povo do Seixo, Cabeças Verdes e do Marco Soalheiro. Sua construção começara a ser idealizada nos inícios da década de 40, sob a presidência do então pároco padre Basílio da Costa Morgado que, em 1946, procedeu à Escritura da doação do terreno para a mesma. No entanto, a construção do novo templo só teve inicio no tempo do padre António Carvalhais. A nova igreja é finalmente "benzida solenemente em 23 de Setembro de 1956, pelas dezassete horas, com grande solenidade e festejos da população".
Em 1984 é criada a freguesia civil com sede no Seixo. A elevação a autarquia sub-municipal constituiu o culminar de uma forte demonstração da vontade e um momento alto para as populações dos três lugares que vê a sua emancipação estendida a nível de governo local.
Apesar das suas origens humildes, o Seixo apresenta características próprias bem definidas e distintas, das quais se salientam o desde sempre elevado números de pessoas com cursos universitários contrastando como elevado analfabetismo. Contudo, a economia local continua sendo primária, com algumas iniciativas no sector terciário. A Zona Industrial do município localizado na área da freguesia.
A nível de infraestruturas sociais, destacam-se a construção da Sede da Junta e do Posto Médico, a construção do armazém de apoio, com os equipamentos para Centro de Bem-estar Infantil, da Cerci e do centro de dia, a construção do Polidesportivo do Seixo e do monumento à Mãe Gandaresa e a homenagem a todas as mães do Seixo.

## Património Cultural Construído
- Igreja de Nossa Senhora do Carmo
- Fonte da Barroca, Fonte de Cima, Fonte da Meneza
- Parque de Merendas e Lazer denominado de S. João
- Casa Gandaresa
- Monumento à Mãe Gandaresa
- Sede da Junta e do Posto Médico
- Lar de Idosos do Seixo